# HSBC LPGA Brasil Cup
HSBC LPGA Brasil Cup to międzynarodowy pokazowy turniej golfowy zainaugurowany w 2009.
Impreza jest sankcjonowana przez LPGA i jest częścią kalendarza LPGA Tour, jednak ma status nieoficjalnego turnieju, co m.in. oznacza że wygrane nie liczą się do sumy zarobków zawodniczek w sezonie.
W 2009 turniej był rozgrywany przez dwa dni (36 dołków). Udział w nim wzięło 15 golfistek LPGA Tour i jedna brazylijska amatorka. Aktualną mistrzynią jest szkotka Catriona Matthew, która z pięcioma uderzeniami przewagi triumfowała nad amerykanką Kristy McPherson.

## Zwyciężczynie
| Data                  | Mistrzyni        | Wynik          | Przewaga  | 2. miejsce       |
| --------------------- | ---------------- | -------------- | --------- | ---------------- |
| 25 stycznia 2009(dts) | Catriona Matthew | -6 (69-69=138) | 5 uderzeń | Kristy McPherson |

## Historia
| Data                | Miejsce zawodów     | Pula nagród | Nagroda za 1. miejsce |
| ------------------- | ------------------- | ----------- | --------------------- |
| 24-25 stycznia 2009 | Itanhanga Golf Club | $500.000    | $100.000              |